# Allan do Carmo
Allan do Carmo est un nageur brésilien, né le 3 août 1989 à Salvador de Bahia. Il est parmi les meilleurs spécialistes de la nage en eau libre.

## Biographie
Il remporte son premier succès aux Jeux sud-américains de 2006 sur le cinq kilomètres.
Aux Jeux panaméricains de 2007, il gagne la médaille de bronze sur le dix kilomètres.
Aux Jeux olympiques d'été de 2008, il arrive 14e du dix kilomètres.
Aux Championnats du monde 2013, il obtient une médaille de bronze par équipes (5 kilomètres).
Aux Championnats du monde 2015, il remporte cette fois l'argent dans cette même épreuve.